# Нескорений (фільм, 1964)
«Нескорений» (фр. L'Insoumis) — французький фільм Алена Кавальє, що  фільм 1964 року.

## Короткий зміст
Події відбуваються з 1959 по 1961 рік. Томас (Ален Делон) служив у лавах Іноземного легіону в Алжирі. Він дезертирував зі служби і мріяв повернутися на батьківщину, але для цього потрібні були гроші. Лейтенант Фразер (Жорж Жере), колишній командир Томаса, запропонував йому взяти участь у викраденні Домінік Серве (Леа Массарі), адвоката алжирців, які повинні дати важливі свідчення в суді. Томас погодився через можливість заробити …
Після викрадення Фразер доручив Томасові і його напарникові охороняти Серве. Охороняючи полонянку, Томас почав відчувати до неї співчуття і симпатію. Це помітив напарник Томаса і звинуватив його у зраді. У перестрілці Томас застрелив охоронця, звільнив полонянку, однак і сам був поранений. Томас нелегально прибув до Франції і розшукав Домінік, за якою вже стежили …

## Ролі виконують
- Ален Делон — Томас Власенрут
- Леа Массарі — Домінік Серве
- Жорж Жере — лейтенант Фразер
- Моріс Гаррель — П'єр Серве

## Навколо фільму
- Фільм не був повністю успішним для Алена Делона. Він травмувався під час знімання, а французька публіка прийняла картину не дуже добре, напевно, тому, що це нагадало французам про їхні поразки у війні в Алжирі. Крім того, цензори викинули деякі сцени, що порушило художню цілісність фільму
- Світлина Алена Делона з фільму була розміщена на конверті третього альбому «Королева померла» (The Queen Is Dead) британської групи «The Smiths», який вийшов 1986 року.